# 尾原久永

尾原 久永（おはら ひさなが、1966年-）は、日本のデザイナー、尾原デザインスタジオ代表。コンピュータグラフィックス（CG）によるデザイン制作を専門とし、特に繊維産地企業のジャパンブランドの総括プロデューサーとして活躍。「泉州タオル」、「紀州繊維工業協同組合」、「KOYAGUCHIパイルファブリック」などの産地ブランドのプロデュース実績がある。大垣女子短期大学、夙川学院短期大学非常勤講師を歴任。2011年からは、大阪芸術大学染織テキスタイル専攻の非常勤講師を、その他、一般社団法人日本テキスタイルデザイン協会理事、一般社団法人日本釦協会主催「日本ボタン大賞」審査員を務める。

## 人物・来歴
大阪芸術大学卒業後、ダンロップスポーツウェアに3年間勤務後、大阪府・大阪市が出資する第三セクターである大阪繊維リソースセンター設立に伴い入社。同社リソースセンターデザイン企画室所属中には、「泉州こだわりタオル」や「KOYAGUCHI PILE FABRIC」といったジャパンブランドの統括プロデュースを担当。多くの産地企業の総括プロデューサーとして、具体的なソフト支援を多様な視点から独自のスタイルで手掛ける。2011年に、大阪繊維リソースセンターが繊維支援事業から撤退したため、尾原デザインスタジオを設立し、繊維産業支援業務を同センターから引き継ぎ、それまでに構築した人脈ネットワークを生かし、日本国内でも特に近畿圏を中心として繊維産業活性化のための企画、ブランディング、デザイン業務を遂行、高い技術力を持ちながらも発信力が弱いため、埋もれがちな地場産品を東京などの大都市圏で流通業者向けに展示、商談会開催などの活動を行っている。尾原自身は「産地ブランディングの最終目標は、個別企業のブランディング」であり、「産地展示会では、その産地らしい商品をそろえると同時に、個別企業の顔が見える商品を出すことが大事」との考えを持っている。
CGを使ったグラフィックデザインが専門分野で、多くのアパレル企業のCGグラフィックデザイン制作実績を残す。一般社団法人日本釦協会主催「日本ボタン大賞」審査員、一般財団法人日本綿業振興会「Tシャツ・プリント・デザイン・コンテスト」審査員副委員長なども歴任。専門委員、解説講師としても活躍するほか、業界誌上での執筆活動などもある。
特に「泉州こだわりタオル」の大阪タオル産地に関しては、長年にわたりライフワークとして関わり続けているほか、大阪刺繍組合、大阪ニット工業組合、大阪ハンドバッグ工業組合、ジャガード刺繍工業組合、日本人造真珠硝子細貨工業組合、和歌山建具組合、紀州漆器工業組合、紀州繊維工業協同組合、和歌山ニット工業組合などのデザインワークディレクターを務めた。
2011年からは、母校である大阪芸術大学染織テキスタイルデザイン科の非常勤講師として、CGによるテキスタイルを指導。
2015年からは、奈良県靴下工業協同組合の新しい産地ブランド「The Pair」の総合プロデューサーに着任。

### バブル期
尾原はバブル全盛期にスポーツアパレル会社へ就職、ものづくりの基本を学んだ。そのため、当時、多くの企業には余裕があり、人材教育に生かされていた。新人社員の尾原は様々なメーカーの現場でホームステイ的な研修を受け、繊維のものづくりの楽しさを満喫できたことからバブル期を肯定的に捉えている。また、尾原自身は無から何かを生み出したり、リーダーシップを取るタイプではなく、一歩引いて状況を確認し、自分ができることを考えるタイプであったため、大阪繊維リースセンター時代にはその性格が功を奏したと自己分析している。ダンロップスポーツウェア時代、大阪繊維リースセンター時代を通じ、「産地メーカーのコーディネーター」という現在の立ち位置を作ってくれた産地への思いが今も仕事への意欲につながっていると語っている。

## 略歴
- 1966年 - 8月山形県に生まれる。
- 1989年 - ダンロップスポーツウェア商品開発室入社。
- 1992年 - 大阪繊維リソースセンター入社。
- 1998年 - 大垣女子短期大学 テキスタイルコース非常勤講師（-1999年）。
- 2000年 - 一般社団法人日本釦協会主催「日本ボタン大賞」審査員を始める。
- 2002年 - 夙川学院短期大学 ファッションコース非常勤講師（-2005年）。
- 2006年
  - 海南漆器アートディレクター兼総合プロデューサー
  - 大阪タオル工業組合総合プロデューサー（-2010年）
  - 紀州繊維工業協同組合総合プロデューサー（-2016年）
  - 和歌山ニット工業組合総合プロデューサー（-2010年）
  - J.P.G.A.日本人造真珠　新商品開発・展示会事業　デザイナー兼総合プロデューサー（-2011年）
  - JIAM繊維機械総合見本市 アートディレクター兼総合プロデューサー。
  - 大阪府上海展示会出展事業　アートディレクター兼総合プロデューサー。
- 2008年 - 和歌山建具組合 アートディレクター。
- 2011年
  - 大阪府「デザインプロデュース事業」（泉州タオル産地）デザイナー兼総合プロデューサー（-2014年）。
  - 泉州織物構造改善工業組合 総合プロデューサー。
  - D&DEPARTMENT TOKYOテキスタイル・マルシェ開催。
  - D&DEPARTMENT OSAKAテキスタイル・マルシェ開催。
  - 第2回テキスタイル・マルシェ開催（東京）。
  - 株式会社 尾原デザインスタジオ設立。大阪芸術大学　染織テキスタイル非常勤講師を現在まで務める。
  - 大阪芸術大学 染織テキスタイル非常勤講師。
- 2012年
  - テキスタイル・ファッション・コンシェルジュ展（TFC）総合コーディネーター（-2016年）。
  - 第1回（2月）、第2回（8月）HINAYAテキスタイル・マルシェ開催（京都）。
- 2013年
  - 第1回～第4回阪急うめだ本店テキスタイル・マルシェ開催（大阪）。
  - 第3回（2月）、第4回（8月）HINAYAテキスタイル・マルシェ開催（京都）。
  - KRP併催テキスタイル・マルシェ開催（京都）。
- 2014年
  - 泉大津商工会議所 新規産地ブランド「OZU」開発総合コーディネーター（-2016年）。
  - 第5回-第8回阪急うめだ本店テキスタイル・マルシェ開催（大阪）。
  - 第5回、第6回HINAYAテキスタイル・マルシェ開催（京都）。
- 2015年
  - 奈良県靴下工業協同組合 新規産地ブランド「The Pair」総合プロデューサー[9]。
  - 「ジャパンブランド事業」（泉州タオル産地）デザイナー兼総合プロデューサー。
  - 第9回-第12回阪急うめだ本店テキスタイル・マルシェ開催（大阪）。
  - 第3回テキスタイル・マルシェin TOKYO開催（東京）。
  - PLUG IN OKADA TEXTILE展示会出展プロデューサー。
  - 第80回東京インターナショナル・ギフト・ショー秋2015コンテストにて尾原デザインスタジオがディスプレイコンテスト準大賞受賞。
- 2016年
  - 第13回阪急うめだ本店テキスタイル・マルシェ開催（大阪）
  - 第4回テキスタイル・マルシェin TOKYO開催（東京）

[出典]